# دوجانگسان (گیونگسانگ شمالی)
دوجانگسان (به لاتین: Dojangsan) یک کوه در کره جنوبی است که در Gyeongsangbuk-do, South Korea واقع شده‌است. دوجانگسان ۸۲۸ متر بالاتر از سطح دریا واقع شده‌است.